# Daniel Addo (calciatore 1987)
Daniel Addo (6 marzo 1987) è un ex calciatore ghanese, di ruolo difensore.

## Carriera
Ha giocato nella massima serie dei campionati turco ed israeliano.